# Антоній Рудольф Фляйшль
Антоній Рудольф Фляйшль (нім. Antoni Rudolf Fleischl, 1862, Вшеруби — 8 квітня 1921, Відень) — архітектор.

## Біографія
Народився 1862 року в єврейській родині в містечку Вшеруби (нині — округ Домажліце, Чехія). Навчався в місті Плзень. Пізніше закінчив Німецький технічний інститут у Празі, здобув спеціальність інженера-архітектора. Працював будівельним інспектором у Львові. 1890 року став членом Політехнічного товариства. Заснував у Львові будівельну фірму. Помер 8 квітня 1921 року та похований на Центральному цвинтарі у Відні.
Роботи
- Житловий будинок на вулиці Шолома-Алейхема, 12 у Львові (1899—1900)[3]. Споруджений спільно з Маврицієм Галлем[4].
- Фасади будинку на вулиці Коновальця, 6 у Львові (1903—1904)[3].
- Керівництво спорудженням пасажу Гартенбергів між кам'яницями на вулицях Незалежності, Галицькою та Сотника Мартинця в Івано-Франківську. Проєкт бюро Фельнера і Гельмера від 1903 року, спорудження тривало протягом червня-грудня 1904. Під керівництвом Фляйшля будівництво провадили Карел Боублік і Ян Томаш Кудельський[5].
- Перебудова синагоги «Осе Тов» на вулиці Банківській, 6 у Львові, 1909 рік. Муровані склепіння було замінено новим пласким перекриттям на металевих фермах. Синагога не збереглася[6]
- Керівництво спорудженням будинку страхової компанії Assicurazioni Generale di Trieste на вулиці Коперника, 3 у Львові. Проєкт фірми Альфреда Захаревича та Юзефа Сосновського від 1910 року[7].
- Військова пральня у Львові[1].
- Казарми у Львові[1].
- Урядові споруди у Львові (не з'ясовано — які саме)[1].